# Lavanify miolaka
Lavanify miolaka (лат.) — вид вымерших млекопитающих монотипического рода Lavanify Krause, Prasad, von Koenigswald, Sahni & Grine, 1997, останки которого были найдены в позднемеловых отложениях (вероятно, относящихся к маастрихтскому ярусу, примерно 71—66 миллионов лет назад) Мадагаскара.
Известен по двум отдельно сохранившимся зубам, один из которых повреждён. Один из этих зубов был найден в 1995, а второй в 1996 году. Животное было описано как неизвестный ранее вид в 1997 году. Его относят к гондванатериям — вымершей группе млекопитающих с неустановленными филогенетическими связями (а именно к семейству Sudamericidae). Предположительно, самый близкий известный родственник Lavanify — бхараттерий, живший в Индии; кроме того, в одно с ним семейство входят южноамериканские роды Sudamerica (названный по имени континента) и Gondwanatherium. Питался Lavanify, как и прочие гондванатерии, вероятно, жёсткой растительностью.
Lavanify имел изогнутые зубы с высокими коронками. Один из найденных зубов, упомянутых выше, достигает 11,2 миллиметра в высоту и имеет глубокую борозду, проходящую от верха до низа. Таким образом, в поперечном сечении он V-образный. Другой, сильнее повреждённый, зуб имеет высоту 9,8 миллиметра и как минимум одну глубокую воронку (инфундибулум). Наличие этих воронок и борозд на зубах — общий признак Lavanify и бхараттериев, что и указывает на их эволюционную близость. Кроме того, зубы этих животных объединяет наличие в эмали больших непрерывных полос матрикса (образованного кристаллами гидроксиапатита, не собранными в пучки) между призмами («пучками» из таких кристаллов) и перикимы — цепи гребней и впадин на поверхности эмали.

## Этимология
Родовое название — Lavanify — по-малагасийски означает «длинный зуб», а видовое, miolaka, переводится как «изогнутый», «искривлённый»; оба слова отражают форму найденных зубов.

## Открытие и родственные связи

### История изучения
Оба известных зуба Lavanify были найдены в 1995—1996 годах в ходе объединённой экспедиции Университета штата Нью-Йорк в Стоуни-Брук и Университета Антананариву, изучавшей позднемеловую (преимущественно маастрихтскую, 72—66 млн лет назад) формацию Маеварано на северо-западе Мадагаскара. Эти два зуба были обнаружены в разных участках отложений белого песчаника, расположенных в вышеупомянутой формации около деревни Беривотра. Они были помещены в разные коллекции: UA 8653 — в коллекцию университета Антананариву, а FMNH PM 59520 — в число экспонатов Филдовского музея естественной истории. В 1997 году палеонтолог Дэвид Краузе и его коллеги (Прасад, фон Кёнигсвальд, Зани и Грайн) опубликовали в журнале Nature описание Lavanify, а также безымянного (позже названного Bharattherium) представителя группы Sudamericidae из Индии. Эти животные оказались первыми гондванатериями, чьи останки были найдены за пределами Аргентины. Это открытие показало, что на разных континентах, входивших в состав Гондваны (гигантского южного материка), фауны млекопитающих были схожи друг с другом.

### Родственные таксоны и окружающая среда
Гондванатерии были небольшой группой с неопределённым систематическим положением, известной с верхнего мела по эоцен (приблизительно 70—35 миллионов лет назад). Они жили на континентах, входивших в состав мезозойского суперконтинента Гондваны, и известны только по ископаемым зубам и останкам нижних челюстей. Эти животные были открыты в 1980-х годах и первоначально считались представителями надотряда неполнозубых — группы, к которой относятся современные ленивцы, броненосцы и муравьеды. Однако более поздние авторы или склонялись к версии об их родстве с многобугорчатыми (лат. Multituberculata, весьма разнообразной группой доисторических млекопитающих), либо оставляли вопрос о родственных связях гондванатериев открытым. Эта группа включает в себя два семейства. Первое — Ferugliotheriidae, чьи представители имели зубы с низкими коронками. Обитали они с кампанского по маастрихтский век мелового периода (примерно 85—65 миллионов лет назад) на территории современной Аргентины. Все остальные гондванатерии, в том числе Lavanify, относятся к судамерицидам (лат. Sudamericidae), у которых, напротив, был гипсодонтный тип зубов (то есть с высокими коронками). Оно включает помимо рода Lavanify следующие таксоны:
- род Gondwanatherium[англ.] (кампанские — маастрихтские отложения Аргентины);
- род Sudamerica[англ.] из палеоценовых (примерно 66—56 млн лет назад) отложений Аргентины;
- как минимум один вид из маастрихтских отложений Индии. В 2007 году две группы палеонтологов, возглавлявшиеся Г. П. Уилсоном и Г. В. Р. Прасадом, независимо друг от друга описали эти останки под названиями Dakshina и Bharattherium соответственно; последнее название было опубликовано ранее, и, согласно номенклатурному принципу приоритета, именно оно считается действительным[7];
- неописанный вид из эоцена Антарктики, близкий к Sudamerica;
- тоже неназванный возможный представитель гондванатериев, экземпляр TNM 02067[англ.] из отложений мелового периода Танзании[8].

Гондванатерии, судя по их зубам, питались корнеплодами, корой и грубой растительностью. Есть основания предполагать, что они были первыми за всю историю Земли травоядными млекопитающими.
Из позднемеловых отложений Мадагаскара известно и ещё несколько млекопитающих (в основном по отдельным зубам). Второй возможный гондванатерий представлен окаменелым зубом, более крупным и с более низкой коронкой, чем у Lavanify. Найден и зуб с ещё более низкой коронкой; возможно, он тоже принадлежал гондванатерию. Нижний моляр UA 8699 может принадлежать сумчатому или плацентарному млекопитающему; ещё один фрагмент моляра относится, вероятно, к представителю многобугорчатых. Наконец, палеонтологам удалось найти почти целиком сохранившийся скелет пока ещё не описанного млекопитающего. Но ни одно из них не родственно животным, проживающим на острове в наши дни; многие из последних принадлежат к совершенно уникальным группам (см. список млекопитающих Мадагаскара). Кроме того, местная фауна тех времён включала крокодиломорф, динозавров и других животных.

## Описание

### Зубы: общие сведения
Lavanify известен по почти целому окаменелому зубу UA 8653 и повреждённому зубу FMNH PM 59520. Краузе и его коллеги не смогли определить, из верхней или нижней челюсти они происходят и являются ли они молярами или моляроподобными премолярами, но предположили, что эти зубы занимали разное положение во рту. Однако в 2007 году Уилсон с коллегами ориентировочно идентифицировали UA 8653 как левый четвёртый (последний) нижний моляроподобный (mf4). Термин «моляроподобный» используется потому, что надёжно отличить моляры гондванатериев от премоляров не удаётся. FMNH PM 59520 очень похож на MACN Pv-RN 1027 — плохо сохранившийся зуб Gondwanatherium, являющийся, вероятно, верхним молярообразным. У обоих найденных зубов Lavanify поверхность эмали имеет так называемую перикиму — поперечные волнообразные гребни и впадины.

### Первый зуб
Голотип вида — зуб UA 8653 — гипсодонтный и загнутый. В высоту он достигает 11,2 миллиметра, из которых 85 % приходится на коронку. Длина и ширина зуба — 3,4 и 3,2 миллиметра соответственно. Окклюзионная (жевательная) поверхность изношена до плоского состояния. Зуб образован дентином, покрытым эмалью, но на одной стороне эмали нет. В сечении он V-образный (точнее, имеет форму скруглённого треугольника с выемкой на одной стороне). Эта выемка находится на лингвальной стороне зуба и тянется бороздой по всей его высоте. Она наполнена цементом (разновидностью зубной ткани). Наличие столь длинной борозды отличает Lavanify от Gondwanatherium. Эмаль состоит из маленьких (3—5 мкм) округлых призм, сложенных упорядоченными кристаллами гидроксиапатита и разделённых большими непрерывными полосами так называемого межпризматического матрикса.

### Второй зуб
Другой зуб, FMNH PM 59520, в высоту составляет 9,8 миллиметра. Он во многих отношениях схож с голотипом (UA 8653), но менее загнут и имеет большой инфундибулум, частично заполненный цементом. Он тянется вдоль большей части высоты зуба, а на жевательной поверхности выходит наружу. На краю зуба есть канавка, заполненная цементом — возможно, остатки ещё одного инфундибулума. Все эти различия говорят о том, что положение этого зуба во рту было другим, чем у UA 8653. Не исключено даже, что он относится к другому виду — Краузе с коллегами отнесли этот зуб к Lavanify лишь ориентировочно (ввиду отсутствия доказательств обратного и с учётом того, что для гондванатериев вообще характерны существенные внутривидовые различия зубов).

## Систематические признаки
В первоначальном описании Краузе и его коллеги высказали предположение, что самый близкий родственник Lavanify — Bharattherium (тогда ещё безымянный) из отложений Индии. Основанием для этого стало наличие в эмали хорошо заметных непрерывных полос межпризматического матрикса. Обе группы палеонтологов, описавшие Bharattherium, согласились с этой гипотезой. Уилсон с коллегами (описавшие его под названием Dakshina) добавили к признакам родственности этих животных наличие инфундибулума и перикимы. Эти три признака — синапоморфии (общие производные признаки) для клады, состоящей из Bharattherium и Lavanify. Кроме того, этих существ объединяет наличие борозд только на языковой (лингвальной) стороне зуба, однако неясно, является ли это производным признаком. Уилсон и коллеги отметили у Lavanify две аутапоморфии (уникальных производных признака): наличие V-образного дентинового островка на жевательной поверхности и отсутствие эмали на одной стороне коронки. Но Прасад и его коллеги (палеонтологи, давшие роду Bharattherium современное название), заметили этот же признак и у последнего и интерпретировали его как синапоморфный для Bharattherium и Lavanify. Кроме того, они считают общими признаками этих животных наличие борозды и инфундибулума.